# Macromitrium subscabrum
Macromitrium subscabrum är en bladmossart som beskrevs av Mitten 1869. Macromitrium subscabrum ingår i släktet Macromitrium och familjen Orthotrichaceae. Inga underarter finns listade i Catalogue of Life.